# ヴァイオリンソナタ第18番 (モーツァルト)
ヴァイオリンソナタ第18番 ト長調 K. 301 (293a) は、ヴォルフガング・アマデウス・モーツァルトが作曲したヴァイオリンソナタ。全6曲からなる「パリ・ソナタ」の1曲目にあたる。新モーツァルト全集では第11番とされる。

## 概要
モーツァルトは1778年にヴァイオリンソナタの作曲を再開した。約12年の空白を経ていたが、再開したきっかけは、1777年の9月にマンハイムへの旅行の途中に立ち寄ったミュンヘンで、ヨーゼフ・シュースターのヴァイオリンソナタを知ったことである。モーツァルトはシュースターの作品から大きな刺激を受け、すぐさまヴァイオリンソナタの作曲に取りかかった。
第25番は1778年の2月頃にマンハイムで作曲された。第25番から第30番までの6曲は同年11月にパリで作品1として出版されたため、「パリ・ソナタ」と総称される。また、プファルツ選帝侯妃マリア・エリーザベトに献呈されたことから「マンハイム・ソナタ」とも総称される。
シュースターの影響で生まれた新しい様式のヴァイオリンソナタの第1作にあたり、ピアノとヴァイオリンの有機的で協奏的な融合が光る作品であり、明らかに二重奏ソナタの内容を呈している。アルフレート・アインシュタインは「いくらかハイドン風」だと評している。

## 構成
2楽章の構成で、演奏時間は約13分。
- 第1楽章 アレグロ・コン・スピーリト
ト長調、4分の4拍子、ソナタ形式。
- 第2楽章 アレグロ
ト長調、8分の3拍子。ロンド形式。